# Zavadî, Jovkva
Zavadî (în ucraineană Завади) este un sat în comuna Volea-Vîsoțka din raionul Jovkva, regiunea Liov, Ucraina.

## Demografie
Componența lingvistică a localității Zavadî
     Ucraineană (100%)
Conform recensământului din 2001, toată populația localității Zavadî era vorbitoare de ucraineană (100%).